# Капустянки
Капустянки, також іноді земледухи (Gryllotalpidae) — родина великих землерийних комах ряду прямокрилих.

## Опис
Представники родини досягають розмірів 5-8 см, ведуть підземний спосіб життя, мешкають у виритих ними нірках. Черевце приблизно у 3 рази більше головогрудей, м'яке, веретеноподібної форми, діаметром у дорослих особин близько 1 см. На кінці черевця помітні парні ниткоподібні придатки-церки, довжиною до 1 см. Грудний панцир твердий, будова його така, що голова може частково забиратися під його захист. На голові добре помітні два великі фасеткові ока, довгі вуса-антени і дві пари полапків, обрамляють ротовий апарат гризучого типу. Передня пара кінцівок у капустянки видозмінена порівняно з іншими двома, виступає ефективним інструментом для риття землі. У дорослих особин крила у складеному стані мають вигляд двох довгих тонких лусок, які часто перевершують довжину черевця. Забарвлення тіла: черевце темно-буре з верхнього боку, світліюче до оливкового до низу, такого ж забарвлення кінцівки. Голова та груди темно-бурі. Передні ноги копальні. Є невеликі крила, літають на висоті від 50 см до 1 м.

## Систематика
Близько 100 видів. Поширені у всьому світі.
У сучасній фауні представлено 2 підродини (або у ранзі триби) з 6 родами, ще 1 підродина та 5 родин викопних. У викопному стані відомі з олігоцену Європи та крейдяного періоду Південної Америки.
- Підродина Gryllotalpinae Leach, 1815 (триба Gryllotalpini Leach, 1815)
  - Gryllotalpa Latreille, 1802 —  Капустянки — по всьому світу (понад 60 видів)[5]
    - Gryllotalpa africana — Африканська капустянка
    - Gryllotalpa fossor — Далекосхідна капустянка
    - Gryllotalpa gryllotalpa — Звичайна капустянка

  - Gryllotalpella Rehn, 1917 — Південна Америка (2 види)[6]
    - Gryllotalpella macilenta (Saussure, 1874)
    - Gryllotalpella minor (Bruner, 1916)

  - Neocurtilla Kirby, 1906 — Неотропіка (7 видів)[7]
    - Neocurtilla hexadactyla

  - † Pterotriamescaptor Gorochov, 1992 — Європа, олигоцен (1 вид)
    - † Pterotriamescaptor prima (Cockerell, 1921)[8]

  - Triamescaptor Tindale, 1928 — Нова Зеландія (1 вид)[9]
    - Triamescaptor aotea Tindale, 1928[10]

- Підродина Scapteriscinae Zeuner, 1939 (триба Scapteriscini Zeuner, 1939)
  - Indioscaptor Nickle, 2003 — Індія (4 виду)[11]
    - Indioscaptor indicus (Bhargava, 1996)
    - Indioscaptor leptodactylus (Chopard, 1928)
    - Indioscaptor nepalicus (Ingrisch, 2002)
    - Indioscaptor siangensis (Tandon & Shishodia, 1972)

  - Scapteriscus Scudder, 1868 — Неотропіків (близько 20 видів)[12]
- Підродина † Marchandiinae Gorochov, 2010
  - † Archaeogryllotalpoides Martins-Neto, 1991
    - † Archaeogryllotalpoides ornatus (Martins-Neto, 1991) — Південна Америка, крейдяний період[13]

  - † Cratotetraspinus Martins-Neto, 1997
    - † Cratotetraspinus fossorius (Martins-Neto, 1995) — Південна Америка, крейдяний період[14]

  - † Marchandia Perrichot, Neraudeau, Azar, Menier & Nel, 2002
    - † Marchandia magnifica Perrichot, Neraudeau, Azar, Menier & Nel, 2002 — Європа, крейдяний період[15]

  - † Palaeoscapteriscops Martins-Neto, 1991
    - † Palaeoscapteriscops cretacea Martins-Neto, 1991 — Південна Америка, крейдяний період[16]